# Masterplan (gruppo musicale)
I Masterplan sono un gruppo musicale power metal tedesco fondato dal batterista Uli Kusch e dal chitarrista Roland Grapow nel 2001.

## Storia

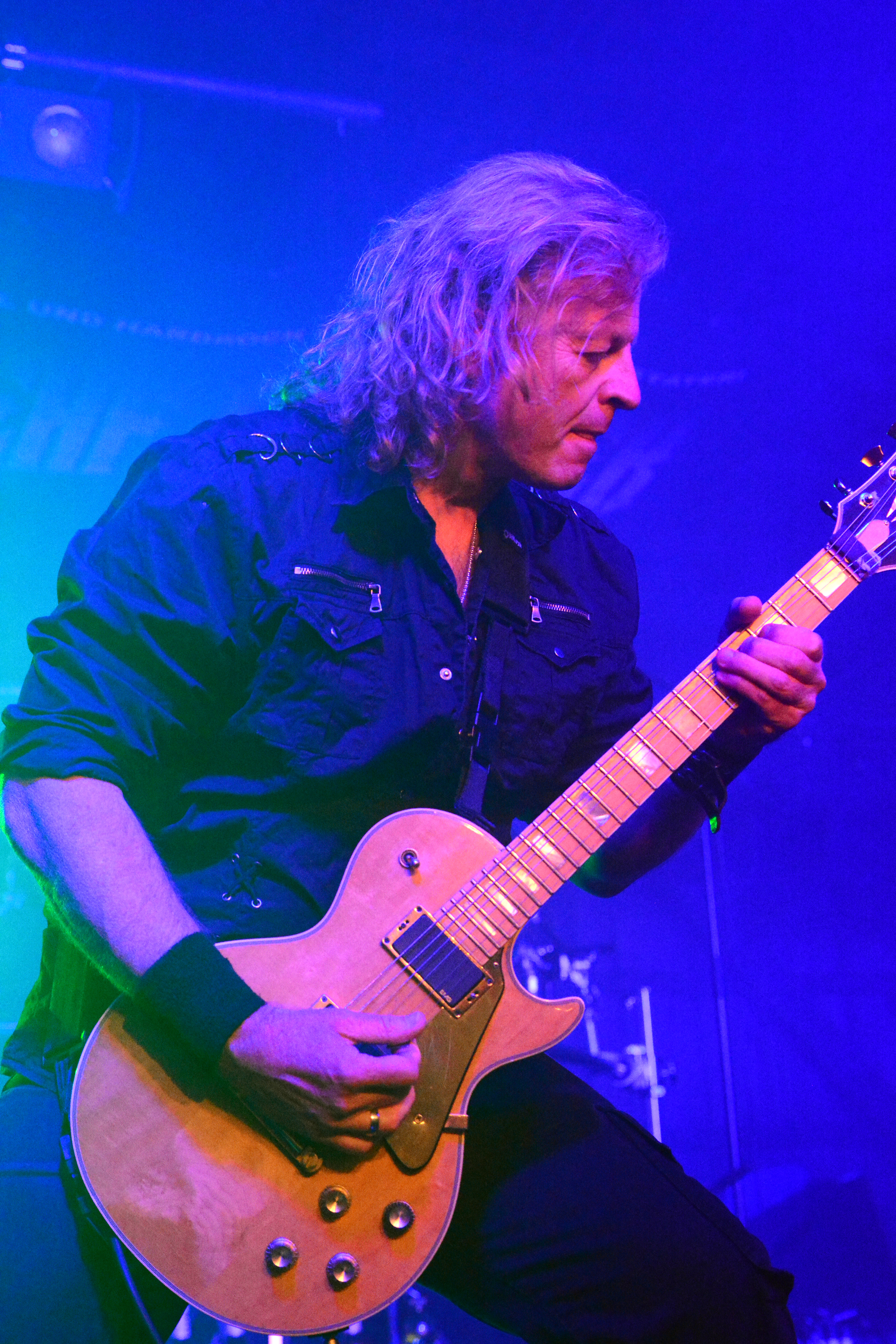
Roland Grapow, fondatore del gruppo, all'Headbangers Open Air 2015

I Masterplan nascono nell'autunno 2001 durante il The Dark Ride Tour degli Helloween da un'idea dei due membri, Roland Grapow (chitarrista della band sin dal 1989) e Uli Kusch (batterista dal 1994), i quali decidono di formare un progetto parallelo. Decisione che li porta ad essere licenziati dalla band che li ha fatti conoscere. La formazione di questa nuova creatura musicale viene completata con il coinvolgimento del bassista Jan S. Eckert, che in precedenza aveva suonato nella band Iron Savior, e del tastierista Janne Wirman che a quel tempo militava nei Children Of Bodom, mentre si rivela più difficoltoso l'arruolamento di un frontman; Russell Allen è infatti il primo a declinare l'invito, poiché impegnato con i suoi Symphony X. È quindi il turno di un altro celebre candidato, Michael Kiske, che rifiuta anch'egli la proposta, affermando di volersi tenere lontano dalla scena metal. È infine il norvegese Jørn Lande ad accettare il ruolo di vocalist, forte della fama ottenuta allora con la band Ark e il loro album di maggior successo Burn the Sun, e con il suo album solista Worldchanger.
Il primo omonimo album, Masterplan, viene pubblicato nel 2003, ed è prodotto dalla band e Andy Sneap. Le parti di tastiera furono suonate e programmate da Roland e Uli, mentre il tastierista Janne Wirman, che aveva solamente registrato alcune sessioni per l'album, abbandona il progetto a causa dei suoi impegni con i Children of Bodom. È Axel Mackenrott a sostituirlo per il relativo tour e da allora è un membro permanente. Non tardano ad arrivare i primi segni dell'interesse dei media, infatti la band riceve l'European Border Breakers Award dalla Commissione Europea nel 2004, per il successo ottenuto con il debut album in Europa. Sempre con questa formazione e uniti dal crescente entusiasmo di pubblico e critica, i Masterplan pubblicano nel gennaio 2005 il loro secondo album Aeronautics, ancora una volta prodotto da Andy Sneap e la band.
Dopo due pubblicazioni di successo con i loro rispettivi tour e a ridosso delle registrazioni del terzo album, tuttavia, Jørn Lande lascia la band a causa di "divergenze musicali" per dedicarsi alla carriera solista e ad altre importanti collaborazioni musicali. La rottura avviene in modo professionale e Jørn accetta di essere presente ai quattro concerti precedentemente organizzati, anche se alla fine due di questi vengono comunque cancellati dai promotori. Il 4 ottobre 2006 Uli Kusch dichiara anch'esso la sua uscita, indicandone come causa principale la sfiducia nei principi democratici decisionali all'interno nella band.
Tre giorni dopo, i Masterplan restanti annunciano i nuovi membri della formazione attraverso il sito web ufficiale: Mike DiMeo (ex Riot) e Mike Terrana (ex-Artension, ex-Rage, Metalium). Con questa nuova formazione la band incide nel 2007 il terzo album MK II, questa volta prodotto dal leader effettivo della band, Roland Grapow, presso i propri Studios in Slovacchia. L'accoglienza è però tiepida, non viene apprezzato il cambio di sound della produzione e la sostituzione di Lande entrato ormai nei cuori dei fans; il giro di boa si rivela così tutt'altro che duraturo ed è infatti nel giro di soli due anni che Mike DiMeo annuncia sulla sua pagina MySpace la separazione dai Masterplan.
Nel luglio 2009, la band annuncia il rientro di Jørn Lande, e nell'aprile 2010 viene pubblicato il singolo Far From The End Of The World, che precede il tanto atteso quarto album Time To Be King, ancora una volta prodotto da Roland Grapow. Non viene intrapreso nessun tour, poiché Lande è impegnato nel tour di supporto ad Avantasia.
Nel luglio 2011, la band annuncia attraverso il sito ufficiale di star scrivendo canzoni per un nuovo album, e che le registrazioni inizieranno nell'autunno stesso. Nel marzo 2012, Roland Grapow dichiara di avere 15 canzoni già pronte e la pubblicazione del quinto album, con il titolo di Novum Initium, viene indicata per gennaio 2013. Nel luglio 2012, è stata annunciata la sostituzione di Mike Terrana con il nuovo entrato Martin Marthus Skaroupka (Cradle of Filth). Inoltre, da novembre 2012 lasciano la band il cantante Jørn Lande, in favore di Rick Altzi (AtVance) e il bassista Jan S. Eckert, sostituito da Jari Kainulainen (Stratovarius). Con questa formazione, la band pubblica il primo disco live (anche in versione video) dal titolo Keep Your Dream aLive, nel 2015.
Nel 2017 vien pubblicato PumpKings: il disco non contiene materiale inedito ma è composto totalmente da brani degli Helloween ri-registrati dalla band di Roland Grapow (autore dei suddetti, ai tempi della sua militanza nella band amburghese).

## Formazione

### Formazione attuale
- Rick Altzi - voce (2013 - presente)
- Roland Grapow - chitarra (2001 - presente)
- Jari Kainulainen - basso (2013 - presente)
- Axel Mackenrott - tastiera (2003 - presente)
- Kevin Kott - batteria (2017 - presente)

### Ex componenti
- Mike DiMeo - voce (2006 - 2009)
- Uli Kusch - batteria (2001 - 2006), tastiera (2001 - 2003)
- Mike Terrana - batteria (2006 - 2012)
- Martin Skaroupka - batteria (2012 - 2017)
- Jørn Lande - voce (2001 - 2006, 2009 - 2012)
- Jan S. Eckert - basso (2003 - 2012)

## Discografia

### Album in studio
- 2003 - Masterplan
- 2005 - Aeronautics
- 2007 - MK II
- 2010 - Time to Be King
- 2013 - Novum Initium
- 2017 - PumpKings

### Album dal vivo
- 2015 - Keep Your Dream aLive

### EP
- 2002 - Enlighten Me
- 2004 - Back for My Life
- 2007 - Lost and Gone
- 2010 - Far from the End of the World